# 3ª Legione Cisalpina
La 3ª Legione Cisalpina fu un'unità militare della Repubblica Cisalpina, attiva tra il 1797 e il 1798.
La Repubblica Cisalpina fu proclamata il 29 giugno 1797, come unione della Repubblica Cispadana e della Repubblica Transpadana; il 4 agosto furono istituite le legioni cisalpine, dalla fusione delle truppe cispadane e transpadane. La 3ª Legione Cisalpina fu affidata al comando del Capo-legione Filippo Severoli e fu strutturata su due battaglioni:
- I/3ª, al comando di Achille Fontanelli, formato dalla Coorte II cispadana (modenese);
- II/3ª, al comando di Giuseppe Massera, formato dalla Coorte III cispadana (reggiana).

Successivamente fu aggiunto un terzo battaglione, III/3ª, al comando di Nicola Cappi, formato da nuove reclute.
Al 18 febbraio 1798 la legione contava 1728 uomini; il 10 marzo si trovava a Corfù; il 4 giugno la legione era a Faenza. Il 6 settembre i battaglioni erano a Faenza e a Massa, e la legione aveva 1171 uomini.
Il 29 novembre l'esercito cisalpino fu riorganizzato su tre Mezze-brigate, la seconda delle quali avrebbe dovuto includere la 3ª Legione Cisalpina (all'epoca forte di 1115 uomini), insieme alla 5ª Legione Cisalpina e alla 8ª Legione Cisalpina; il 16 dicembre, in applicazione di una legge del 30 novembre, fu formata la 1ª Mezza Brigata di linea, che avrebbe incluso oltre alla 3ª anche la 1ª Legione Cisalpina.